# Смитиенко, Борис Михайлович
Бори́с Миха́йлович Смитие́нко (10 мая 1947 — 4 ноября 2011) — советский и российский учёный, экономист-международник, заслуженный работник высшей школы Российской Федерации, доктор экономических наук, профессор.

## Биография
Родился в семье военнослужащего. В 1970 году окончил экономический факультет Московского государственного университета имени М. В. Ломоносова, затем — аспирантуру.
До 1988 года работал на кафедре политической экономии естественных факультетов МГУ — ассистентом, старшим преподавателем, доцентом, заместителем заведующего кафедрой.
В 1988—1991 годах — советник Международного института экономических проблем Совета экономической взаимопомощи (СЭВ).
В 1991—1992 годах — заведующий лабораторией международного совместного предпринимательства Международного научно-исследовательского института проблем управления (МНИИПУ).
В 1992—1994 годах — главный научный сотрудник Всероссийского научно-исследовательского института внешнеэкономических связей Министерства экономики Российской Федерации.
С 1994 года работал в Финансовом университете при Правительстве Российской Федерации. Был заведующим кафедрой мировой экономики и международных валютно-кредитных отношений, с 2009 года — мировой экономики и международного бизнеса.
Читал лекции по международным экономическим отношениям на факультете МЭО.
Председатель учебно-методического совета (УМС) учебно-методического объединения (УМО) вузов по специальности «Мировая экономика», председатель совета по гуманизации Финансового университета, с 2006 года — заместитель председателя Совета УМО по финансово-экономическим специальностям.
Основатель и первый главный редактор журнала «Гуманитарные науки. Вестник Финансового университета».
С 2006 года назначен на должность проректора по учебной и методической работе Финансовой академии-Финансового университета, в сентябре 2011 года — проректор по учебно-воспитательной работе и связям с общественностью. Являлся дарителем эндаумент-фонда Финансового университета.
Умер в 2011 году. Похоронен на Алексеевском кладбище Москвы.

## Научная деятельность
Специалист по проблемам мировой экономики, международных отношений, экономической интеграции, глобализации мировой экономики.
Основатель научной школы. Под руководством профессора Б. Смитиенко изданы многочисленные научные и методические труды, им были подготовлены более 40 кандидатов и докторов наук.

## Избранные труды
Профессор Смитиенко Б. М. — автор многочисленных статей, монографий, учебников по мировой экономике, международным экономическим отношениям, внешнеэкономической деятельности.
- Социалистическая интеграция: проблемы согласованного хозяйствования стран-членов СЭВ (1981)
- Социалистическое хозяйствование и идеологическая борьба (в соавт., 1983)
- Интеграционные факторы интенсификации социалистического производства (1987)
- Иностранные инвестиции в России и восточноевропейских странах: проблемы и перспективы (1994)
- Современная международная торговая система и Россия (в соавт., 2004)
- Иностранные инвестиции в Республике Армения (в соавт., 2005)
- Противоречия глобализации мировой экономики: Современный антиглобализм и альтерглобализм (2005, монография, в соавт.)
- Теоретические и методические проблемы инновационной системы образования в Финансовой академии при Правительстве Российской Федерации (2008)
- Финансовая академия при Правительстве Российской Федерации. История и современность (2009)
- Международный бизнес: учебное пособие для студентов, обучающихся на международном финансовом факультете (2011).

## Награды
- «Заслуженный работник высшей школы Российской Федерации» (2009)
- Орден Почёта (2009)
- Премия Правительства Российской Федерации в области образования (2010)